# Pokojné proplutí
Pokojné proplutí je princip mořského práva, podle kterého mají (za určitých podmínek) dovoleno lodě libovolného státu (i vnitrozemského) proplouvat pobřežním mořem jiného státu. Právo na pokojné proplutí zaručuje Úmluva OSN o mořském právu z roku 1982.
Proplutí musí být rychlé a bez přerušení a loď musí provádět pouze činnosti, které mají přímý vztah k proplutí. Proplutí nesmí ohrožovat mír, veřejný pořádek nebo bezpečnost pobřežního státu, proplouvající loď tedy zejména nesmí proti pobřežnímu státu používat sílu nebo tím vyhrožovat, cvičit se zbraněmi, provádět špionáž nebo propagandu atd. Také nesmí vykonávat rybolov, výzkumnou či průzkumnou činnost, působit znečištění, naloďovat nebo vyloďovat zboží či osoby v rozporu s předpisy pobřežního státu apod. Ponorky musí plout na hladině a být řádně označeny vlajkou. Právo pokojného proplutí obecně mají i válečné lodě.
Pobřežní stát může některé aspekty pokojného proplutí regulovat právními předpisy a za účelem regulace námořní dopravy stanovovat lodím koridory. Nesmí však pokojnému proplouvání bránit, ani při jeho využívání nějak diskriminovat některé státy oproti jiným. Je navíc povinen náležitě oznámit všechna nebezpečí pro plavbu, o kterých ve svém pobřežním moři ví. Za pokojné proplutí nesmí stát ukládat žádné poplatky (leda za poskytnuté služby, např. lodivoda).
Právo pokojného proplutí se vztahuje také na průlivy užívané pro mezinárodní plavbu.

## Jurisdikce
Obchodní lodě využívající pokojné proplutí nesmí pobřežní stát zadržovat kvůli výkonu soukromoprávní jurisdikce. Trestněprávní jurisdikci na nich smí vykonávat jen v některých stanovených případech (při potlačování obchodu s drogami nebo obecně pokud měl trestný čin důsledky pro pobřežní stát). Válečné lodě požívají během pokojného proplutí imunitu, při porušování předpisů pobřežního státu smí tento stát pouze loď vykázat z pobřežního moře.